# Пянгелей
Пянгелей  — село в составе Большемаресевского сельского поселения Чамзинского района Республики Мордовия.

## География
Находится на расстоянии примерно 12 километров по прямой на юг-юго-запад от районного центра поселка  Чамзинка.

## История
Основано после 1893 года. В 1914 году учтено как поселок из 3 дворов. Название в переводе с эрзя означает овраг, где рубились дрова.

## Население
Постоянное население составляло 99 человек (мордва 89%) в 2002 году, 72 в 2010 году .